# Intuição lógica
Intuição lógica, intuição matemática ou intuição racional, é uma previsão, conhecimento e habilidade instintiva frequentemente associados à capacidade de perceber a verdade lógica ou matemática — e à capacidade de resolver desafios matemáticos com eficiência. Os seres humanos aplicam a intuição lógica na prova de teoremas matemáticos, na validação de argumentos lógicos, no desenvolvimento de algoritmos e heurísticas e em contextos onde desafios matemáticos estão envolvidos. A capacidade de reconhecer verdades lógicas ou matemáticas e identificar métodos viáveis pode variar de indivíduo para indivíduo, podendo até ser resultado de conhecimento e experiência, que estão sujeitos ao cultivo. A habilidade pode não ser realizável em um programa de computador por outros meios que não seja a  programação genética ou a programação evolutiva.

## História
Platão e Aristóteles consideravam a intuição um meio de perceber ideias, suficientemente significativo, enquanto que, para Aristóteles, a intuição constituísse o único meio de conhecer princípios que não estão sujeitos a discussão.
Henri Poincaré distinguiu a intuição lógica de outras formas de intuição. Em sua obra O Valor da Ciência, ele ressalta que:

Existem muitos tipos de intuição. Já disse o quanto a intuição do número puro, de onde vem a rigorosa indução matemática, difere da intuição sensível, da qual a imaginação, propriamente dita, é o principal contribuinte.
A passagem prossegue atribuindo dois papeis à intuição lógica: permitir escolher qual caminho seguir em busca da verdade científica e permitir compreender os desenvolvimentos lógicos.
Bertrand Russell, embora crítico do misticismo intuitivo, apontou que o grau em que uma verdade é autoevidente de acordo com a intuição lógica pode variar e afirmou que algumas verdades autoevidentes são praticamente infalíveis:

Quando um certo número de princípios lógicos for admitido, o resto poderá ser deduzido deles; mas as proposições deduzidas são muitas vezes tão evidentes como aquelas que foram assumidas sem prova. Além disso, toda aritmética pode ser deduzida dos princípios gerais da lógica, mas as proposições simples da aritmética, como “dois e dois são quatro”, são tão evidentes quanto os princípios da lógica.
Kurt Gödel demonstrou com base em seus teoremas de incompletude que o cálculo proposicional baseado na intuição não pode ser avaliado finitamente. Gödel também comparou a intuição lógica à percepção sensorial e considerou as construções matemáticas que os humanos percebem como tendo uma existência independente e própria. Sob esta linha de raciocínio, a capacidade da mente humana de sentir tais construções abstratas pode não ser finitamente implementável.

## Discussão
A dissidência quanto ao valor da intuição num contexto lógico ou matemático pode muitas vezes depender da amplitude da definição de intuição e da base psicológica da palavra. A dissidência em relação às implicações da intuição lógica nos campos da inteligência artificial e da computação cognitiva pode, de forma semelhante, depender de definições. No entanto, a semelhança entre a natureza potencialmente infinita da intuição lógica postulada por Gödel e o difícil problema da consciência postulado por David Chalmers sugere que os domínios do conhecimento intuitivo e da consciência experiencial podem ambos ter aspectos que não são redutíveis aos conceitos da física clássica.